# Gmina Malung-Sälen
Gmina Malung-Sälen (szw. Malung-Sälens kommun; do końca 2007 gmina Malung, szw. Malungs kommun) – gmina w Szwecji, w regionie Dalarna, siedzibą jej władz jest Malung.
Pod względem zaludnienia Malung jest 205. gminą w Szwecji. Zamieszkuje ją 10 557 osób, z czego 49,05% to kobiety (5178) i 50,95% to mężczyźni (5379). W gminie zameldowanych jest 310 cudzoziemców. Na każdy kilometr kwadratowy przypada 2,57 mieszkańca. Pod względem wielkości gmina zajmuje 24. miejsce.
Miejscowości:
- Lima
- Limedsforsen
- Malung
- Malungsfors
- Sälen
- Transtrand
- Yttermalung
- Öje
- Rörbäcksnäs